# Platonici di Cambridge

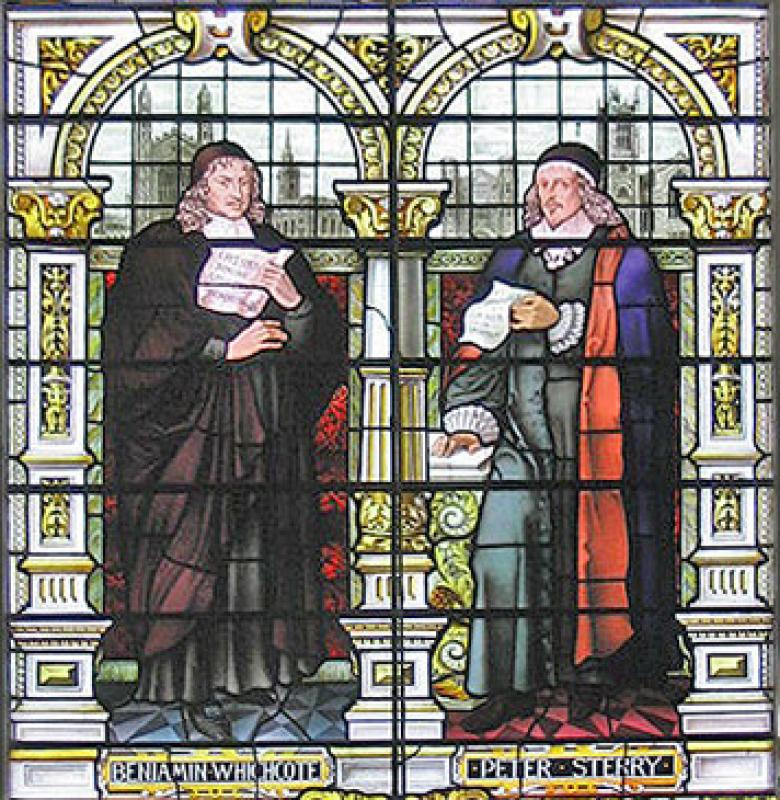
Benjamin Whichcote e Peter Sterry, fondatori della scuola, su una vetrata della Cappella dell'Emmanuel College a Cambridge.

I Platonici di Cambridge furono un gruppo di teologi e filosofi dell'Università di Cambridge attivi nella metà del XVII secolo. Il loro approccio si inquadrava all'interno del  latitudinarismo anglicano.
Le figure principali furono Ralph Cudworth e Henry More.

## Pensiero

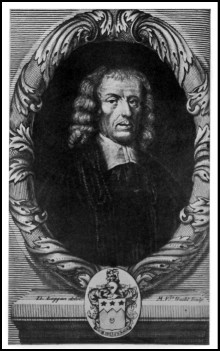
Henry More, importante esponente dei Platonici di Cambridge.

I Platonici di Cambridge ricorsero al concetto di philosophia perennis presente in Agostino Steuco e Marsilio Ficino, come il quadro di riferimento entro cui leggere e reinterpretare la filosofia antica e moderna.
Ripudiando la scolastica quale filosofia accademica e pedante, si aprirono agli sviluppi che avevano portato alla rivoluzione scientifica, per cercare un fondamento filosofico alternativo all'aristotelismo che stava rapidamente scemando di fronte alle sfide dello scetticismo e delle correnti materialistiche e meccanicistiche, in particolare quelle di Hobbes e Cartesio.
Essi ritenevano che la ragione fosse un parametro di giudizio adeguato per dirimere i disaccordi, e quindi sostenevano il dialogo tra la tradizione dei puritani e il Movimento laudiano. I calvinisti inglesi ortodossi dell'epoca trovarono insidiose le loro posizioni, che aggiravano le questioni teologiche di base dell'espiazione e della giustificazione per fede. Considerando che il circolo era diffuso in collegi puritani come il Sidney Sussex College, Cambridge e l'Emmanuel College di Cambridge, l'approccio dei Platonici minava alla base il Calvinismo. John Bunyan si lamentava in questi termini di Edward Fowler, un seguace rigoroso dei Latitudinari.
Essi concepivano la ragione come "la candela del Signore", compatibile con la fede: un'eco del divino nell'anima umana e un segno di Dio nell'uomo. Credevano che la ragione potesse giudicare le rivelazioni private della narrazione puritana e indagare sui rituali contestati e sulla liturgia della Chiesa d'Inghilterra. 
Essi sentivano come scorretto il dogmatismo dei teologi puritani, con le loro richieste anti-razionaliste. Sentivano anche che l'insistenza calvinista sulla rivelazione individuale lasciava Dio estraneo alla maggioranza dell'umanità. Allo stesso tempo, reagivano contro gli scritti riduzionisti materialisti di Thomas Hobbes. Sentivano che quest'ultimo, essendo razionalista, negava la parte idealistica dell'universo.
Per i platonici di Cambridge, religione e ragione erano in armonia, e la realtà era conoscibile non solo tramite la sensazione fisica, ma anche dall'intuizione delle forme intelligibili che esistono dietro il mondo materiale della percezione quotidiana. Le forme universali e ideali informano la materia, e i sensi fisici sono guide inaffidabili alla loro realtà. In risposta alla filosofia meccanica, More proponeva un "Principio Hylarchic", mentre Cudworth sosteneva un concetto di "Natura plastica".

## Principali esponenti
- Benjamin Whichcote (1609–1683)
- Peter Sterry (1613–1672)
- George Rust (d.1670) (vescovo)
- Henry More (1614–1687)
- Ralph Cudworth (1617–1688)
- John Smith (1618–1652)
- John Worthington (1618–1671)
- Nathaniel Culverwel (1619–1651)
- Anne Conway (1631–1679) Viscontessa di Conway
- Joseph Glanvill (1636–1680)
- Damaris Cudworth Masham (1659–1708)
- John Norris (1657–1711)

Sebbene non fosse considerato generalmente un platonico di Cambridge, Anthony Ashley Cooper, III conte di Shaftesbury (1671-1713) fu molto influenzato dal movimento.

## Maggiori opere
- Benjamin Whichcote (1609-1683) fu uno dei leader del movimento, ma fu anche un attivo pastore e accademico che non pubblicò nella sua vita. I suoi sermoni furono notevoli e causarono controversie, e Whichcote scrisse molto senza pubblicare. Nel 1685 furono pubblicate alcune note selezionate di B. Whichcote a causa della domanda. Successivamente ci fu Select Sermons (1689) (con prefazione di Shaftesbury) e Diversi discorsi (1701). Infine, una raccolta dei suoi detti apparve come Aforismi morali e religiosi nel 1703.
- Peter Sterry è ricordato per il suo Discorso della libertà della volontà (1675) tra le altre opere.
- Henry More (1614-1687) scrisse molte opere. Come platonico, i suoi importanti lavori furono Manual of Ethics (1666), Divine Dialogues (1668) e Manual of metaphysics (1671). Tutte le opere di More godettero di popolarità, ma i Dialoghi Divini furono forse i più influenti.
- Il principale lavoro filosofico di Cudworth fu Il vero sistema intellettuale dell'universo (1678) e il Trattato riguardante la moralità eterna e immutabile, che apparve postumo nel 1731.
- John Smith, allievo di Benjamin Whichcote, è ricordato per l'eleganza del suo stile e la profondità del suo apprendimento nei Discorsi Selezionati postumi (1660).
- La principale opera di Culverwel fu Light of Nature (1652). Culverwel morì giovane (probabilmente all'età di 32 anni). Aveva intenzione di scrivere un saggio in più parti, teso a riconciliare il Vangelo con la ragione filosofica.